# ارکیه (مایوری)
ارکیه (به ایتالیایی: Erchie) یک منطقهٔ مسکونی در ایتالیا است که در کامپانیا واقع شده‌است. ارکیه ۸۳ نفر جمعیت دارد و ۴ متر بالاتر از سطح دریا واقع شده‌است.